# Šolta
Šolta este o insulă în Marea Adriatică, care aparține grupului central al Arhipelagului Dalmațian, face parte din teritoriul Croației de azi. Se află la  sud-vest de orașul Split, despățit prin canalul Split, la nord-vest de insula Brač, separat de acesta prin stâmtoarea Split-Brač și la est de insula Drvenik delimitat de canalul Šolta.

## Image gallery

Šolta
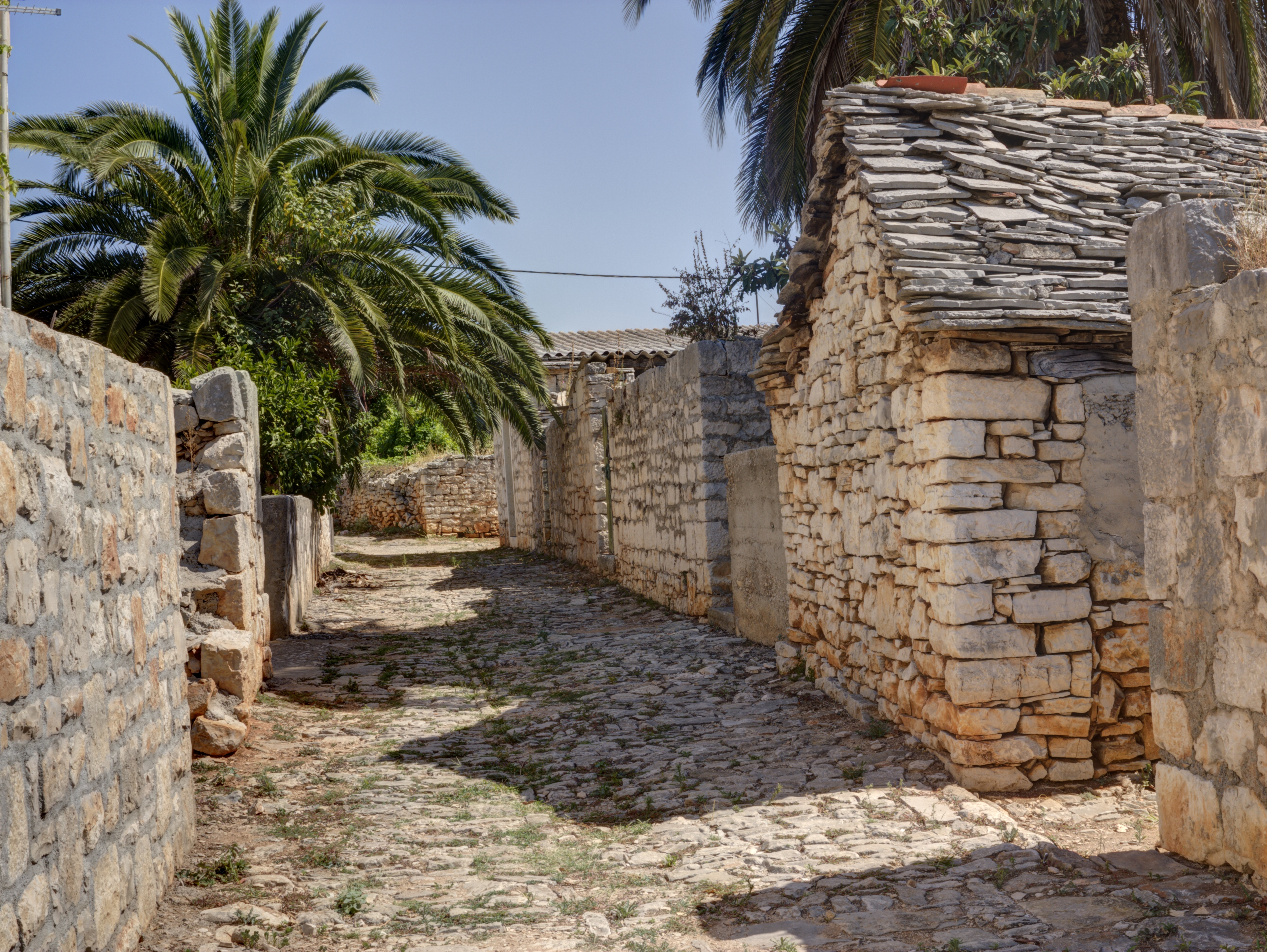
Grohote
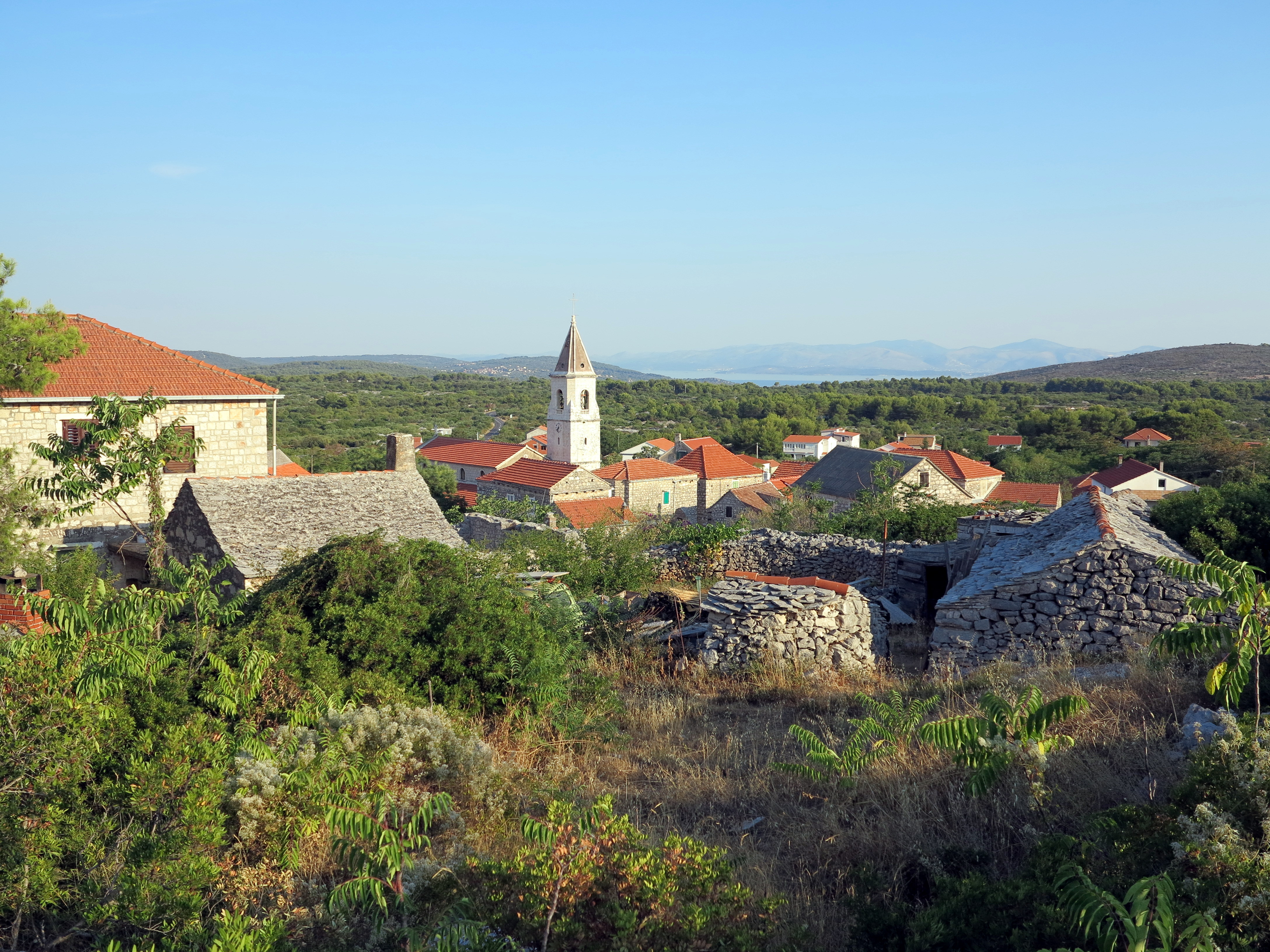
Gornje Selo
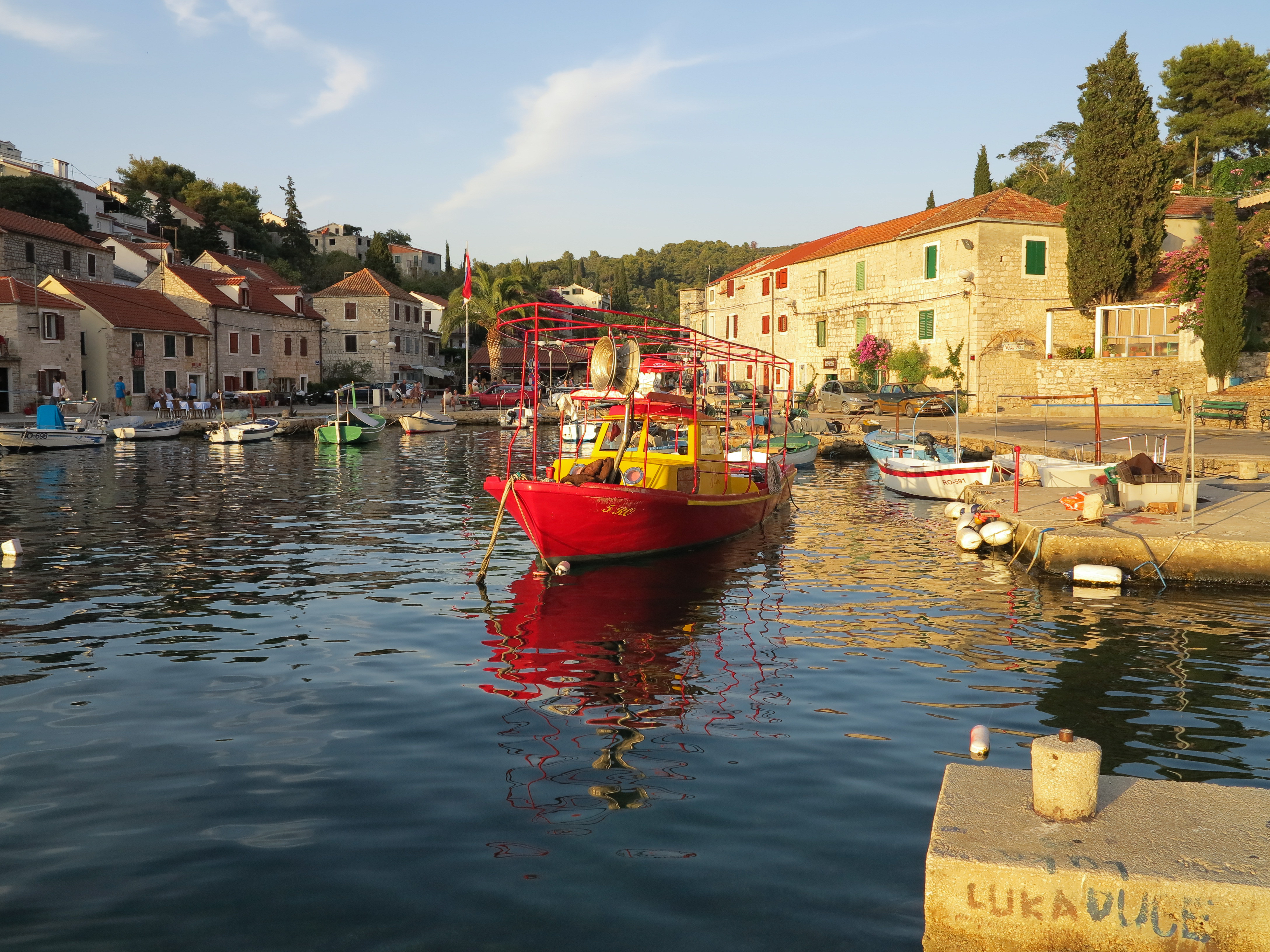
Maslinica
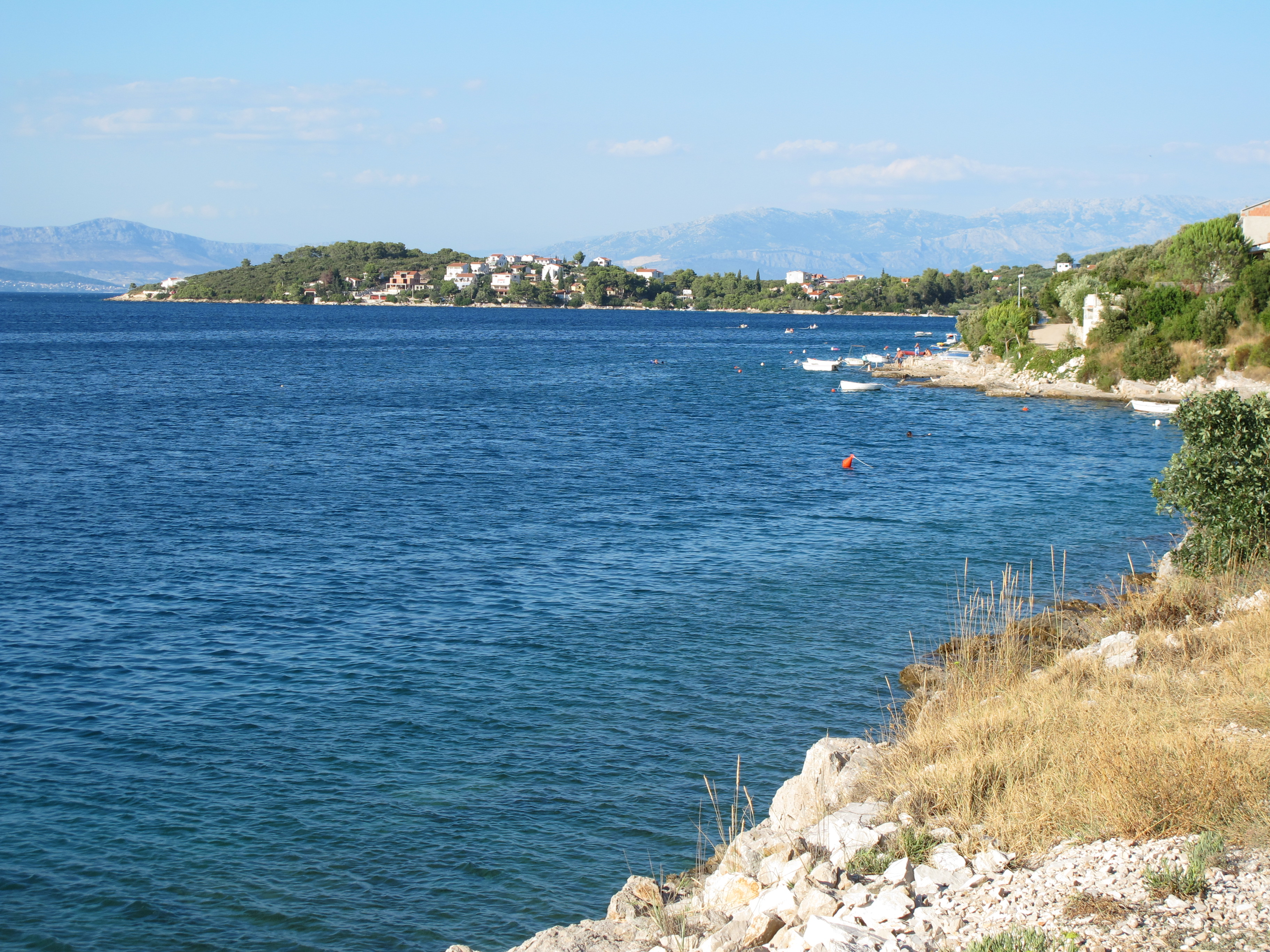
Nečujam
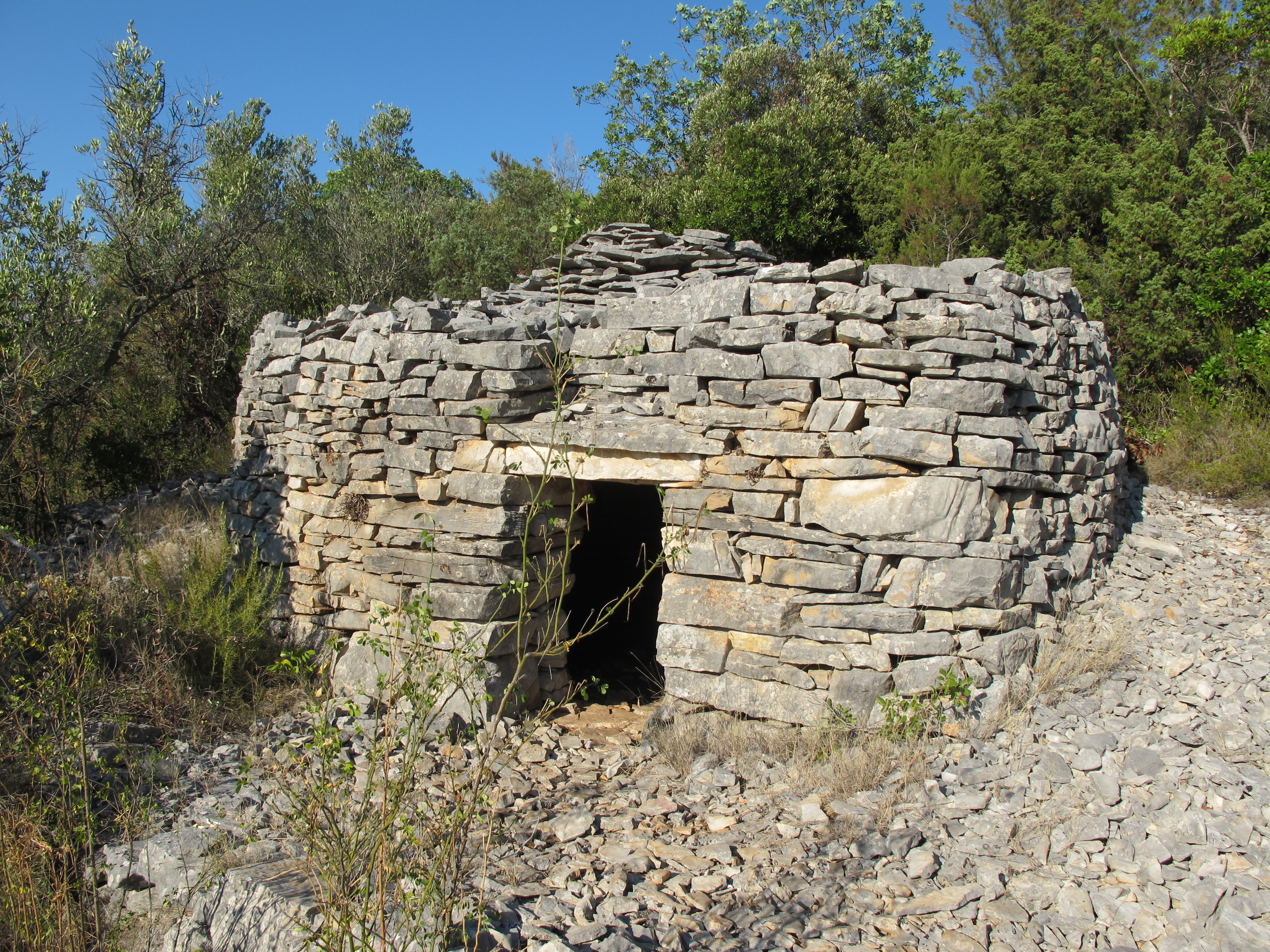
Bunja in Nečujam